# 월터 스콧
1대 준남작 월터 스콧(Sir Walter Scott, 1st Baronet FRSE FSA Scot, 1771년 8월 15일 ~ 1832년 9월 21일)은 스코틀랜드의 시인, 소설가이자 역사가이다. 스콧의 많은 작품은 영문학과 스코틀랜드 문학 모두에 있어 고전으로 남았다. 유명한 작품으로는 이야기 시 〈호수의 여인〉, 소설 《웨이벌리》, 《옛 사람》, 《로브 로이》, 《미들로디언의 심장》, 《래머무어의 신부》, 《아이반호》가 있다.
견습 변호사이자 골동품 애호가이던 스콧은 먼저 자신의 과거를 찾고자 스코틀랜드를 편력했다. 18세기가 끝나고 19세기가 시작할 무렵 스콧은 작품을 쓰기 시작하여 옛 글들(《트리스트렘 경》)이나, 민중 문학(《스코틀랜드 변경 민요집》)을 편찬하고 〈호수의 여인〉같은 자신의 시 작품을 펴냈다. 바이런 경이 영광을 얻을 무렵 스콧은 스코틀랜드에 관한 소설(《웨이벌리》)을 쓰는 데 몰두했으며, 이후 《아이반호》(1819)나 《퀜틴 더워드》(1823) 등의 역사 소설로 작풍을 옮겼다.
스콧에 관해서는 그가 다양한 문학 작품을 집필하고 정치에 참여한 점이 주로 언급되지만, 그의 본업은 변호사, 판사이자 법정 관리인이었으며, 생애에 걸쳐 스코틀랜드 대법원장(Clerk of Session)로서, 셀커크셔 지방판사(Sheriff-Depute)로서 일하면서 작품을 집필하고 수정했다. 에든버러 토리당의 저명한 당원이던 스콧은 하일랜드 협회의 적극적인 회원이었으며, 에든버러 왕립 협회 회장(1820-1832)을 오랫동안 역임했고 스코틀랜드 골동품협회 부회장을 맡기도 했다(1827-1829).
스콧은 1820년 4월 22일 스코틀랜드 록스버러 카운티의 "애버츠퍼드 준남작" 작위를 수여받았는데, 이후 이 작위는 2대 애버츠퍼드 준남작이던 아들이 1847년 사망하고 나서 사라졌다.
스콧은 갓스크로프트의 데이비드 흄, 데이비드 흄, 애덤 스미스, 로버트 번스, 로버트 루이스 스티븐슨과 어깨를 나란히 하는 가장 유명한 스코틀랜드 작가 중 한 명이다. 또한 스콧은 워즈워스, 콜리지, 바이런, 셸리, 키츠와 함께 걸출한 영국 낭만주의 거장 가운데 하나이다. 뿐만 아니라 스콧은 역사소설의 대표 작가로 스코틀랜드와 그 역사를 낭만주의적 심상으로 그리는 데 기여했다. 특히 타탄과 1746년 의회법으로 착용이 금지된 킬트를 재조명한 이가 바로 스콧이다.

## 생애

### 출생
월터 스콧은 1771년 8월 15일 에든버러 구시가지에 위치한 에든버러 대학교(구교사) 문으로 향하는 커우게이트에 자리잡은 좁은 골목길에 있는 컬리지 윈드의 아파트 3층에서 태어났다. 스콧 가문의 방계이자 시그넷 작가(Writer to the Signet)이던 아버지 월터 스콧(1729-1799)과 스윈턴 가문과 핼리버튼 가문(스콧 가족이 드라이버러 수도원에 묻힐 권리를 주었음)의 후계로 데니엘 루터퍼드의 누이인 어머니 앤 루터퍼드 9번째(6명은 요절하였음) 아들로 태어났다. 고로 스콧은 외가쪽으로 부동산 개발업자 제임스 버튼(출생성 "핼리버튼", 1837년 사망)과 제임스 버튼의 아들로 건축가이던 데시머스 버튼과 친척이었다. 그는 나중에 버튼 부자가 회원으로 있던 클래런스 클럽의 회원이 되었다.

## 작품

### 시
- 1796: 〈사냥, 윌리엄과 헬렌: 두 발라드. 고트프리트 아우구스투스 뷔르거의 독어본 번역The Chase, and William and Helen: Two Ballads, translated from the German of Gottfried Augustus Bürger〉
- 1800: 〈글렌핀러스Glenfinlas〉
- 1802–1803: 〈스코틀랜드 변경 민요집Minstrelsy of the Scottish Border〉
- 1805: 〈마지막 서정시인의 담시The Lay of the Last Minstrel〉
- 1806: 〈발라드 및 서정시 단편Ballads and Lyrical Pieces〉
- 1808: 〈마미언Marmion〉
- 1810: 〈호수의 여인The Lady of the Lake〉
- 1811: 〈돈 로드릭의 환상The Vision of Don Roderick〉
- 1813: 〈트리어멘의 결혼식The Bridal of Triermain〉
- 1813: 〈로크비Rokeby〉
- 1815: 〈워털루의 들판The Field of Waterloo〉
- 1815: 〈군도의 영주The Lord of the Isles〉
- 1817: 〈불굴의 해럴드Harold the Dauntless〉

### 소설
웨이벌리 연작은 1814년부터 1832년까지 출간된 긴 스콧의 소설 연작을 통틀어 부르는 이름으로, 첫 소설인 《웨이벌리》에서 그 이름을 따왔다. 다음은 웨이벌리 연작에 속한 소설의 연대순 목록이다.
- 1814: 《웨이벌리Waverley》
- 1815: 《기 매너링Guy Mannering》
- 1816: 《골동품 애호가The Antiquary》
- 1816: 《검은 난쟁이The Black Dwarf》, 《옛 사람Old Mortality》 또는 《옛 사람 이야기The Tale of Old Mortality》 – 연작 소설 《내 영주님 이야기Tales of My Landlord》의 1부
- 1817: 《로브 로이Rob Roy》
- 1818: 《미들로디언의 심장The Heart of Mid-Lothian》 – 연작 소설 《내 영주님 이야기Tales of My Landlord》의 2부
- 1819: 《래머무어의 신부The Bride of Lammermoor》, 《몬트로즈 전설A Legend of Montrose》 또는 《몬트로즈 전쟁 전설A Legend of the Wars of Montrose》 – 연작 소설 《내 영주님 이야기Tales of My Landlord》의 3부
- 1820: 《아이반호Ivanhoe》
- 1820: 《수도원The Monastery》
- 1820: 《수도원장The Abbot》
- 1821: 《케닐워스Kenilworth》
- 1822: 《해적The Pirate》
- 1822: 《나이젤의 행운The Fortunes of Nigel》
- 1822: 《피크의 퍼브릴Peveril of the Peak》
- 1823: 《퀜틴 더워드Quentin Durward》
- 1824: 《성 로넌의 우물St. Ronan's Well》 또는 《세인트 로넌의 우물Saint Ronan's Well》
- 1824: 《레드건틀렛Redgauntlet》
- 1825: 《약혼자The Betrothed》, 《부적The Talisman》 – 연작 소설 《십자군 이야기Tales of the Crusaders》
- 1826: 《우드스톡Woodstock》
- 1827: 《캐넌게이트 연보Chronicles of the Canongate》 — 두 단편(〈하일랜드 미망인The Highland Widow〉, 〈두 소몰이꾼The Two Drovers〉)과 소설 한 편(〈의사의 딸The Surgeon's Daughter〉)이 실렸음
- 1828: 《퍼스의 어여쁜 하녀The Fair Maid of Perth》 – 연작 소설 《캐넌게이트 연보Chronicles of the Canongate》 2부
- 1829: 《가이어슈타인의 앤Anne of Geierstein》
- 1832: 《파리 백작 로베르Count Robert of Paris》, 《위험한 성Castle Dangerous》 – 연작 소설 《내 영주님 이야기Tales of My Landlord》의 4부

기타 소설:
- 1831–1832: 《몰타 공방전The Siege of Malta》 – 완성되었으나 2008년 사후 출판된 소설.
- 1832: 《비자로Bizarro》 – 2008년 사후 출판된 미완성 소설 (중편).

## 같이 보기
- 카를 마이 (저술가)
- 오르치 엠마
- 쥘 베른

### 내용주
1. ↑  스코틀랜드 고유 칭호. 현재는 민사재판 관할 대법원(Court of Session)과 형사재판 관할 대법원(High Court of Justiciary)으로 나누어졌음.
2. ↑  스코틀랜드 고유 칭호. 지방법원은 현재도 민사재판, 형사재판 모두 관할함. 현재 스코틀랜드 지방판사는 Sheriff principal으로 불림.
3. ↑  스코틀랜드 고유 칭호. 사무변호사를 작가(Writer)로 칭했음.
4. ↑  자식과 성명이 같음. 혼동 주의.

### 참조주
1. ↑  존 드브렛John Debrett. 《영국의 준남작The baronetage of England》 2.
2. ↑  스콧은 "골동품가antiquaire"였는데, 이 단어는 고고학자archéologue를 일컫는 말로 쓰였었다.
3. ↑  “유명 협회원Famous Fellows| 스코틀랜드 골동품협회Society of Antiquaries of Scotland”. 2019년 1월 18일에 확인함.
4. ↑  Voir une “킬트와 타탄의 역사Histoire du kilt et du tartan”. : 이 법은 1785년 폐지되었다. 로버트 루이스 스티븐슨은 킬트 착용 금지를 상기하며 《데이비드 밸푸어의 모험》 1부, 소설 《유괴되어》의 15장에서 이 법을 비꼰다.
5. ↑  [[#CITEREF|]], “타탄, 플레이드, 킬트Tartan, Plaid et Kilt”. 2008년 12월 7일에 원본 문서에서 보존된 문서. 2020년 11월 24일에 확인함., 캐나다 퀘벡 세인트 앤드류즈 요새에 주둔하던 제78 프레이저 하일랜더즈 사이트.
6. ↑  Edinburgh University Library (2004년 10월 22일). “Homes of Sir Walter Scott”. x Edinburgh University Library. 2013년 7월 9일에 확인함.
7. ↑  “Family Background”. 《Walter Scott》. Edinburgh University Library. 2003년 10월 24일.
8. ↑  “Who were the Burtons”. 《The Burtons' St Leonards Society》. 2019년 9월 8일에 원본 문서에서 보존된 문서. 2017년 9월 18일에 확인함.
9. ↑  Beattie, William (1849). 《Life and Letters of Thomas Campbell, In Three Volumes, Volume II》. Edward Moxon, Dover Street, London. 55쪽.
10. ↑  《The Athenaeum, Volume 3, Issues 115–165》. J. Lection, London. 1830. 170쪽.